# HRK (ген)
HRK (англ. Harakiri, BCL2 interacting protein) – білок, який кодується однойменним геном, розташованим у людей на короткому плечі 12-ї хромосоми. Довжина поліпептидного ланцюга білка становить 91 амінокислот, а молекулярна маса — 9 884.
| 10         |  | 20         |  | 30         |  | 40         |  | 50         |
| ---------- |  | ---------- |  | ---------- |  | ---------- |  | ---------- |
| MCPCPLHRGR |  | GPPAVCACSA |  | GRLGLRSSAA |  | QLTAARLKAL |  | GDELHQRTMW |
| RRRARSRRAP |  | APGALPTYWP |  | WLCAAAQVAA |  | LAAWLLGRRN |  | L          |

A: Аланін

C: Цистеїн

D: Аспарагінова кислота

E: Глутамінова кислота

G: Гліцин

H: Гістидин

K: Лізин

L: Лейцин

M: Метіонін

N: Аспарагін

P: Пролін

Q: Глутамін

R: Аргінін

S: Серин

T: Треонін

V: Валін

W: Триптофан

Задіяний у такому біологічному процесі, як апоптоз. 
Локалізований у мембрані, мітохондрії.